# تشارلز دبليو. فورلونغ
تشارلز دبليو. فورلونغ (بالإنجليزية: Charles W. Furlong)‏ هو رسام وفنان أمريكي، ولد في 13 ديسمبر 1874 في كامبريدج في الولايات المتحدة، وتوفي في 1967.